# Megas XLR
A Megas XLR (az xlr az eXtra Large Robot-ot jelöli) egy 2004-es amerikai rajzfilmsorozat, amely először a Cartoon Network Toonami adásában került a képernyőre. A sorozat főcímdala a „Chicks Dig Giant Robots” című nóta. Magyarországon 2005-ben mutatták be.

## Történet
Az úr 3037. évében járunk, ahol az emberiség a Glorft nevű idegen lényekkel harcol. A csatában sokszor használnak csatahajókat, de a fő harci eszköz mindkét oldalon a mecha, tehát pilóta által irányított - általában - humanoid robot. A jelenleg zajló kisebb összecsapás azért történt, mert az emberek megalkották a Glorftokra hihetetlenül veszélyes szinte legyőzhetetlen mecha prototípust, a Mechanized Earth Guard Attack System-et, avagy a Mechanikus Földi Őrző-Védő Rendszer-t, becenevén M.E.G.A.S.-t. A harc közben azonban Kiva Adru parancsnok kieszel egy tervet: a MEGAS Idő kontrolláló berendezésével visszamegy 3035-be és megváltoztatja a csata kimenetelét. Terve nem sikerül, mert egy Glorft mecha csapat sortüzet indít felé. A támadás alatt Kiva visszaesik a régi robotjába, de beindítja a lerobbantott fejű MEGAS rendszerét, visszamegy a távoli múltba, egészen pontosan a 21. századi New Jersey-be érkezik, ahol egy szeméttelepen marad 2004-ig. Ekkor ugyanis Harold „Coop” Cooplowski éppen kacatokat vásárolgat a szeméttelep tulajdonosától és valószínűleg lakójától, Goat-tól, amikor véletlenül egy szemétlavina után előkerül a 30 méteres robotroncs. Coop éjt nappallá téve dolgozott a roboton, hogy helyrepofozza: az egészet kékre festi, lángnyelvek, lángoló szemgolyók és biliárdgolyók ékesítik, de a fej nincsen meg, hiszen megsemmisült, ezért Coop egy sportkocsit szerel rá (ami néha képes különválni és ismét autóként funkcionálni), az irányítást a kormánykerékkel, joystickekkel, és PlayStation-irányítókkal teszi lehetővé. A munkája végeztével megmutatja barátjának, Jamie-nek, aki elkezd gondolkodni, hogy használhatná a robotot bankrablásra, és a világuralom elérésére. Coop és Jamie pár percig nyugodtan próbálgatja a MEGAS képességeit, azonban feltűnik Kiva és követeli vissza a robotot, később rájön, hogy ebben az állapotban csak Coop irányíthatja. Coop véletlenül bekapcsolja a Glorft-hívóberendezést, ennek hála pár perccel később több ezer takonyzöld mecha jelenik meg és a MEGAS átadását követelik. Coop pedig - mint egy videójátékban - szabályos mozdulatokkal, egy pankrátor könyörtelenségével szakítja szét, üti keresztül és lövi darabokra a Glorftok seregét, majd velük együtt Jersyt is (mint több részben). És a csata csak ezután kezdődik…

## Szereplők
- Harold „Coop” Cooplowski: A sorozat egyik kövér főszereplője, a MEGAS jelenlegi formáját egyedül ő képes irányítani. Testvéreként bánik a mechával, de néha belemelegedik a harcba nem figyelve ezzel a gép egészségére. Coop számára az egész háború egy egyszerű játék, jó grafikával. A több éves videó játék kúrájának köszönhetően a Megast úgy tudja irányítani, hogy bármilyen mozdulatot, amit a játékokból tanult, könnyedén megteheti. Van egy alteregója a párhuzamos univerzumban, aki gonosz. Coopnak hihetetlen tehetsége van az elektromos szerkentyűk, a kocsik, és a videójátékok terén, de ő szerviz helyett maradt inkább az anyja alagsorában.
- Kiva Adru parancsnok: 3012. szeptember 15-én született meg. Kivának különös tehetsége van a robotháborúhoz és a harcművészetekhez. Erős, könyörtelen, intelligens. Párhuzamos énje a párhuzamos univerzumbeli Coop kiborg segédje. Kiva 25 évesen érkezett a múltba. Minden áron meg akarja menteni jövőbeli otthonát, de egyre inkább megszereti a 21. század – számára furcsa – szokásait.
- Jamie: Jamie Coop legjobb barátja. Ő a sorozat azon szereplője, aki mindig olyan csapdákba esik, amiket maga állít. Ha Coopék bajban vannak, akkor Jamie tesz még valami olyan, amivel hátráltatja őket. Jamie mindig azon ábrándozik, hogyan gazdagodhatna meg, és „szedhetne fel csajokat” MEGAS segítségével.
- Goat: Goat annak a szeméttelepnek a tulajdonosa, ahol Coop megtalálta MEGAS „holttestét”. Goat inkább a hajléktalan kategóriába sorolható, de mindig támad valami őrült ötlete, ami nem zavar senkit, de nem is sikerül. Coop azóta a rendhagyó nap óta tartozik neki, hogy megtalálta MEGAS-t.

## Magyar hangok
- Kapácsy Miklós – Coop
- Dányi Krisztián – Jamie
- Major Melinda – Kiva
- Vass Gábor – Skalgar
- Gáspár András – Jean-Michel Warlock Kapitány
- Simonyi Piroska – Gina
- Megyeri János – Magnanimous
- Orosz István – Felolvasó
- Bácskai János – Glorft Parancsnok
- Lázár Sándor – Gorrath

## Epizódok
| Eredeti bemutató | #   | #   | Magyar cím                            | Angol cím                            |
| ---------------- | --- | --- | ------------------------------------- | ------------------------------------ |
|                  |     |     |                                       |                                      |
| PILOT            |     |     |                                       |                                      |
|                  |     |     |                                       |                                      |
| 2002.08.23.      | 00. | 00. |                                       | LowBrow: Test Drive                  |
|                  |     |     |                                       |                                      |
| ELSŐ ÉVAD        |     |     |                                       |                                      |
|                  |     |     |                                       |                                      |
| 2004.05.01.      | 01. | 01. | A próbaút                             | Test Drive                           |
|                  |     |     |                                       |                                      |
| 2004.05.08.      | 02. | 02. | Királyi ütközet                       | Battle Royale                        |
|                  |     |     |                                       |                                      |
| 2004.05.15.      | 03. | 03. | Csak egy Slushie-t akartam            | All I Wanted Was a Slushie           |
|                  |     |     |                                       |                                      |
| 2004.05.22.      | 04. | 04. | Coop bemutatója                       | The Fat & the Furious                |
|                  |     |     |                                       |                                      |
| 2004.05.29.      | 05. | 05. | Az archív világ                       | Buggin' the System                   |
|                  |     |     |                                       |                                      |
| 2004.06.12.      | 06. | 06. | Esti nassolás                         | TV Dinner                            |
|                  |     |     |                                       |                                      |
| 2004.07.17.      | 07. | 07. | Kitörés                               | Breakout                             |
|                  |     |     |                                       |                                      |
| 2004.08.21.      | 08. | 08. | Hová lett a fejem?                    | Dude, Where's My Head?               |
|                  |     |     |                                       |                                      |
| 2004.09.25.      | 09. | 09. | A rosszfiú                            | Bad Guy                              |
|                  |     |     |                                       |                                      |
| 2004.10.23.      | 10. | 10. | A roncs bolygó                        | Junk in the Trunk                    |
|                  |     |     |                                       |                                      |
| 2004.11.27.      | 11. | 11. | Parkolási gondok                      | DMV – Department of Megas Violations |
|                  |     |     |                                       |                                      |
| 2004.12.25.      | 12. | 12. | Coop császársága                      | Coop D'Etat                          |
|                  |     |     |                                       |                                      |
| 2005.04.23.      | 13. | 13. | A vezető ülés                         | The Driver's Seat                    |
|                  |     |     |                                       |                                      |
| MÁSODIK ÉVAD     |     |     |                                       |                                      |
|                  |     |     |                                       |                                      |
| 2005.05.07.      | 14. | 01. | Ultra csajok                          | Ultra Chicks                         |
|                  |     |     |                                       |                                      |
| 2005.05.14.      | 15. | 02. | A visszatérés                         | The Return                           |
|                  |     |     |                                       |                                      |
| 2005.05.21.      | 16. | 03. | Coop a bébicsősz, anyának egy szót se | Don't Tell Mom the Babysitter's Coop |
|                  |     |     |                                       |                                      |
| 2005.05.28.      | 17. | 04. | Viva Las Megas                        | Viva Las Megas                       |
|                  |     |     |                                       |                                      |
| 2005.06.11.      | 18. | 05. | Hálaadás Coopmódra                    | Thanksgiving Throwdown!              |
|                  |     |     |                                       |                                      |
| 2005.07.16.      | 19. | 06. | S-Force S.O.S.                        | S-Force S.O.S.                       |
|                  |     |     |                                       |                                      |
| 2005.08.20.      | 20. | 07. | Űr szépség                            | Space Booty                          |
|                  |     |     |                                       |                                      |
| 2005.09.24.      | 21. | 08. | Nyírd ki a lányt                      | Terminate Her                        |
|                  |     |     |                                       |                                      |
| 2005.10.22.      | 22. | 09. | Jeges kaland                          | Ice Ice Megas                        |
|                  |     |     |                                       |                                      |
| 2005.11.26.      | 23. | 10. | Leigázott robotok                     | A Clockwork Megas                    |
|                  |     |     |                                       |                                      |
| 2006.04.08.      | 24. | 11. | Univerzális távirányító               | Universal Remote                     |
|                  |     |     |                                       |                                      |
| 2006.04.15.      | 25. | 12. | Visszapillantó tükör, 1. rész         | Rearview Mirror, Mirror – Part One   |
|                  |     |     |                                       |                                      |
| 2006.04.22.      | 26. | 13. | Visszapillantó tükör, 2. rész         | Rearview Mirror, Mirror – Part Two   |
|                  |     |     |                                       |                                      |